# 克倫巴赫河 (菲爾斯河支流)
49°25′12.26″N 11°52′31.42″E / 49.4200722°N 11.8753944°E

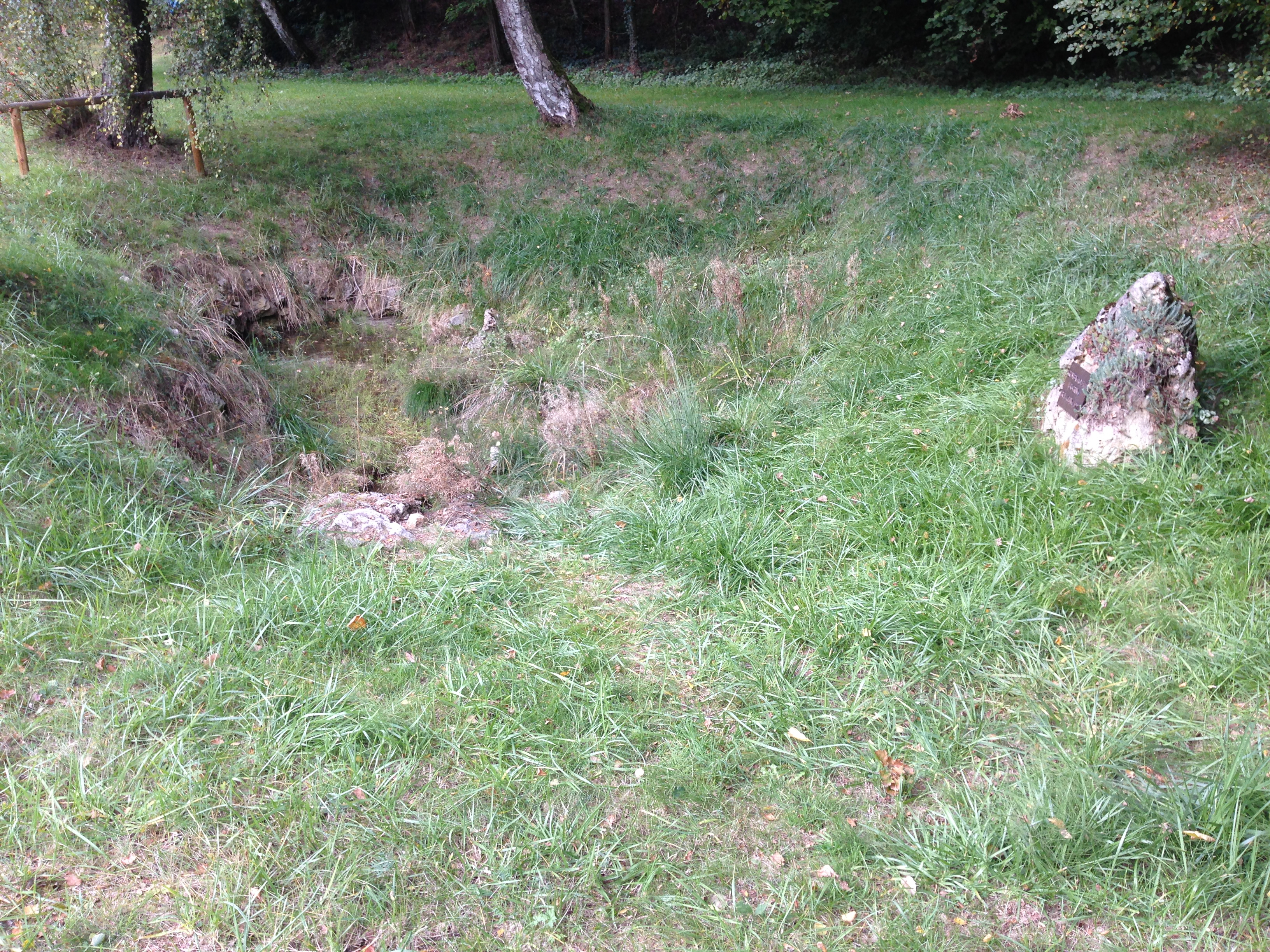

克倫巴赫河（德語：Krumbach），是德國的河流，位於該國東南部，由巴伐利亞負責管轄，屬於菲爾斯河的左支流，河道全長15公里，流域面積33平方公里，發源自希爾紹東側，河口處在屈默斯布魯克。